# David Kirk (scrittore)
David Kirk (Peterborough, 1983) è uno scrittore inglese.
È cresciuto a Stamford, nel Lincolnshire, ed è in seguito vissuto a Sendai, in Giappone, fino al 2016, prima di trasferirsi in Canada. Il suo interesse per la storia giapponese (nella quale sono ambientati i suoi libri) è nato con la lettura, a dodici anni, del romanzo Shogun di James Clavell.
Nella letteratura, ha esordito con L'onore del samurai (Child of Vengeance in inglese), il primo romanzo che tratta le avventure del giovane samurai Miyamoto Musashi. In Italia, i suoi libri sono editi dalla Newton Compton Editori.

## Opere

### Serie diMusashi
1. L'onore del samurai [Child of Vengeance], traduzione di Gabriella Pandolfo, Newton Compton, 2013  [2013], ISBN 978-88-541-4740-9.
2. La spada del samurai [Sword of Honor[1]], traduzione di Rosa Prencipe, Newton Compton, 2016  [2015], ISBN 978-88-541-8889-1.
3. Hell and Silence, ancora in corso di produzione